# کوریوآمنیونیت
کوریوآمنیونیت (به نگلیسی: Chorioamnionitis) نام بیماری است که در آن التهاب غشاهای جنینی (آمنیون و کوریون) دیده می شود. این بیماری در اثر عفونت های باکتریایی که معمولاً از واژن به نواحی بالاتر نفوذ می کنند ایجاد می شود.. خطر ابتلا به کوریوآمنیونیت بعد از هر معاینه واژینال افزایش می یابد.

## آناتومی
کیسه آمنیوتیک شامل دو بخش است:
- غشای بیرونی  که کوریون نامیده می شود. این لایه ای است که به مادر نزدیک است..
- غشای درونی یا غشای آمنیون، این لایه با مایع آمنیوتیک در تماس مستقیم می باشد.

## تشخیص

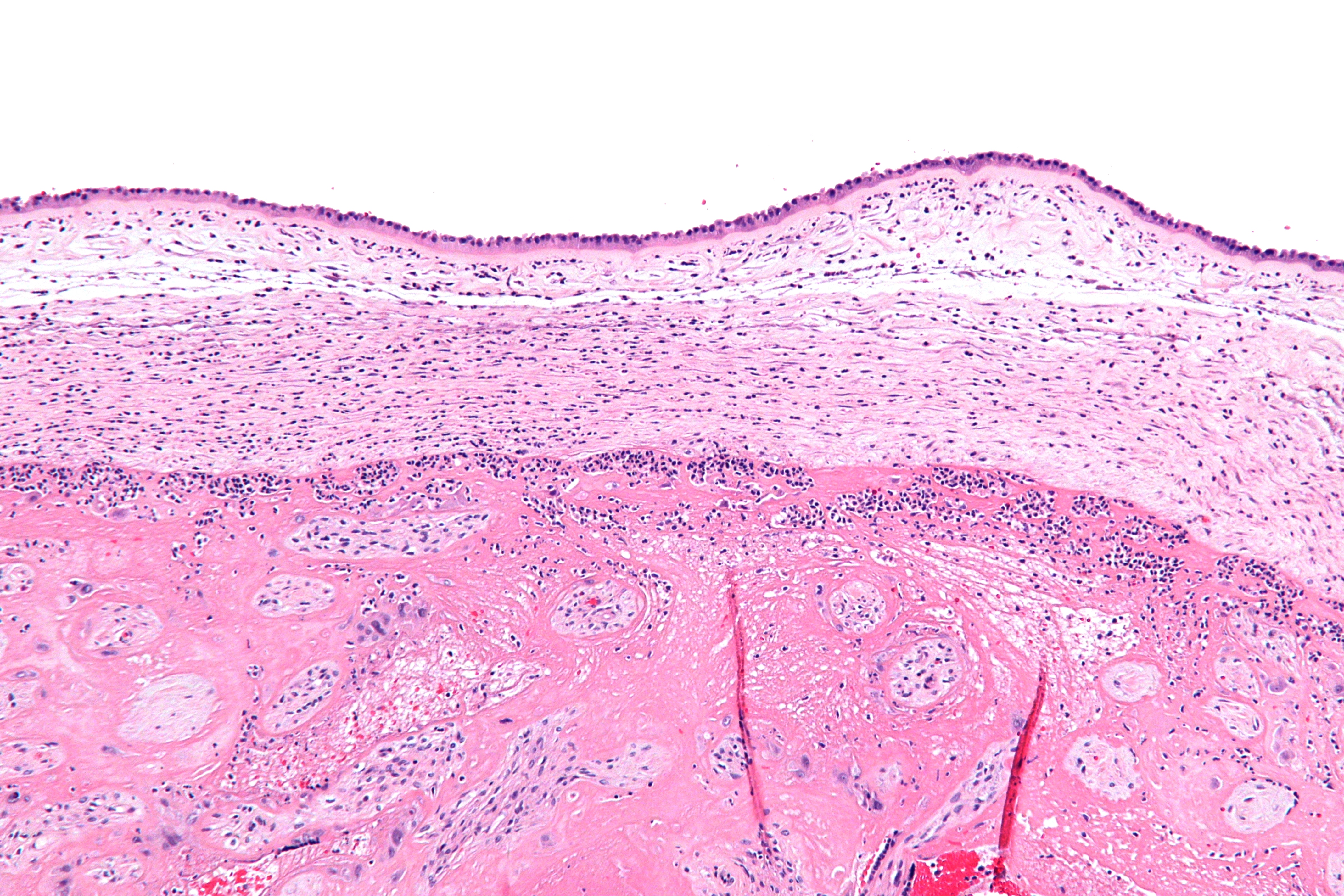
کوریوآمنیونیت نسبتاً خفیف

### علائم و نشانه ها
کوریوآمنیونیت معمولاً به صورت بالینی تشخیص داده می شود. تب مادر (بالاتر از 38 درجه سانتی گراد) و حداقل دو تا از موارد زیر : 
- لکوسیتوز مادر (>15,000 سلول/mm3)
- تاکی کاردی مادر (>100 bpm)
- تاکی کاردی جنین (>160 bpm)
- حساسیت رحم
- بوی بد مایع آمنیوتیک

## عوارض
کوریوآمنیونیت باعث زایمان زودرس و فلج مغزی می شود. .

## یادداشت
1. ↑  "Intra–Amniotic Infection". Merckmanuals.com/. Retrieved 20 December 2014.
2. ↑  Seaward, P. G., Hannah, M. E., Myhr, T. L., et al. (1997). International Multicentre Term Prelabor Rupture of Membranes Study: evaluation of predictors of clinical chorioamnionitis and postpartum fever in patients with prelabor rupture of membranes at term. Am J Obstet Gynecol, 177(5), 1024-1029.
3. ↑  Elmar Peter Sakala, MD, MA, MPH, FACOG. Professor of GYNOB, Loma Linda University of medicine, California. Codirector of Student Clerkship. Dept of GYNOB
4. ↑  Wu YW, Colford JM (2000). "Chorioamnionitis as a risk factor for cerebral palsy: A meta-analysis". JAMA. 284 (11): 1417–24. doi:10.1001/jama.284.11.1417. PMID 10989405.